# Радайкин, Иван Иосифович
Иван Иосифович Радайкин (19 октября 1917, Малое Маресево — 8 августа 1986, Киев) — артиллерист, Герой Советского Союза. Старший лейтенант.

## Биография

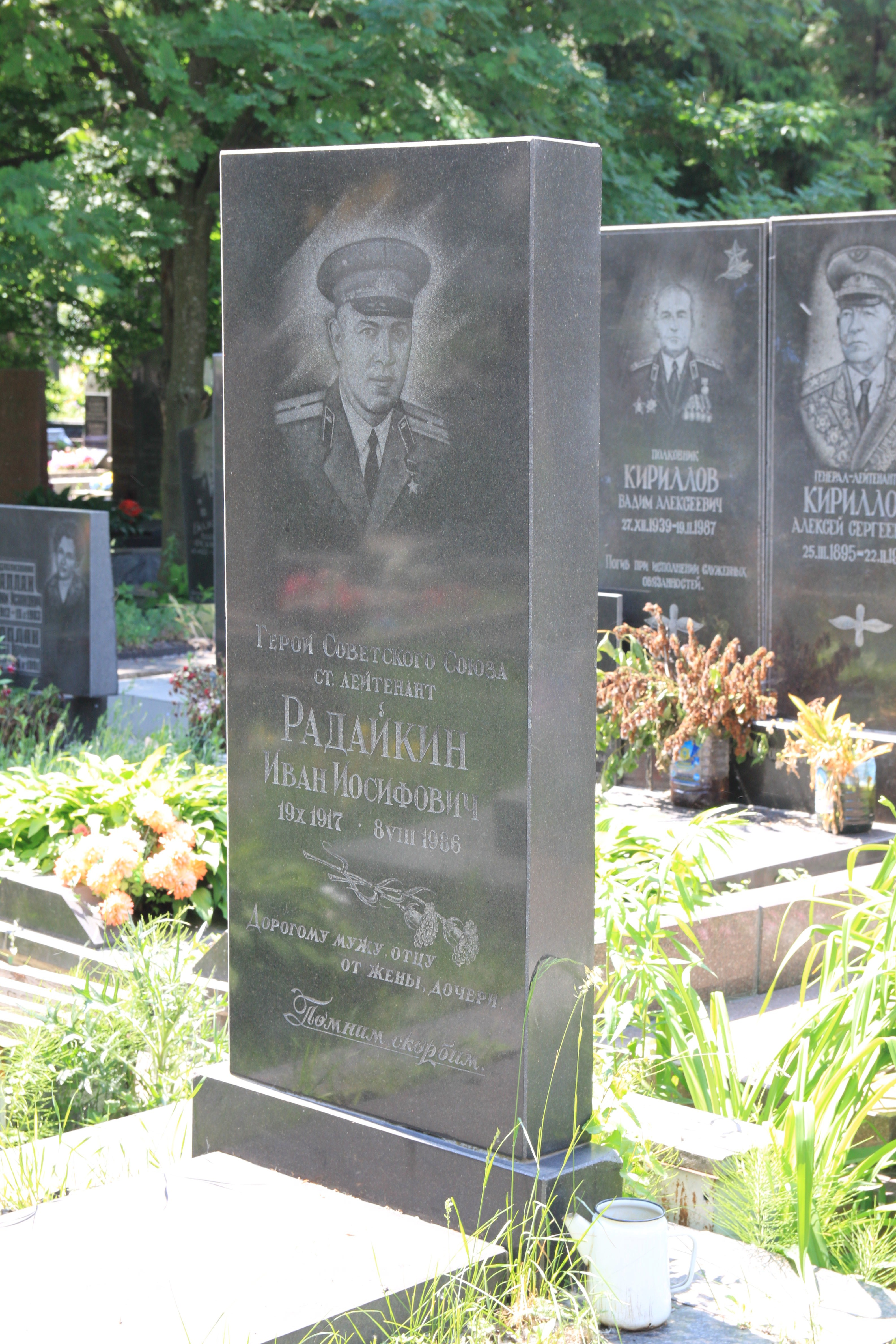
Могила Радайкина на Лукьяновском военном кладбище Киева.

Родился 19 октября 1917 года в селе Малое Маресево (ныне — Чамзинского района Мордовии) в семье служащего. Мордвин-эрзя. Окончил шесть классов неполной средней школы и курсы счетоводов. Работал секретарём сельсовета в родном селе. Член КПСС с 1943 года.
В Красную Армию призван в 1941 году. С 1942 года на фронте.
28 сентября 1943 года в районе села Студенец Каневского района Черкасской области командир орудия 145-го отдельного истребительно-противотанкового дивизиона старший сержант И. И. Радайкин с расчётом переправился через Днепр. Уничтожив несколько огневых точек противника, артиллеристы способствовали штурмовой группе в захвате плацдарма. В этом бою старший сержант И. И. Радайкин подбил 2 вражеских танка.
Указом Президиума Верховного Совета СССР от 25 октября 1943 года за мужество и героизм, проявленные при форсировании Днепра и удержании плацдарма, старшему сержанту Ивану Иосифовичу Радайкину присвоено звание Героя Советского Союза с вручением ордена Ленина и медали "Золотая Звезда" (№ 2798).
В 1945 году окончил артиллерийское училище, в 1952 году — Высшую офицерскую интендантскую школу. В 1955 году ушёл в запас в звании старшего лейтенанта. До 1972 года работал директором совхоза. Жил в Киеве. Скончался 8 августа 1986 года. Похоронен в Киеве на Лукьяновском военном кладбище.

## Память
- На родине Героя Советского Союза, в селе Малое Маресево Чамзинского района Республики Мордовия, Ивану Радайкину был установлен памятник. Первоначально он находился перед сельской школой, вместе с памятником другому уроженцу Малого Маресева, революционеру, герою гражданской войны Дмитрию Видяйкину. Перед памятниками, в целях патриотического воспитания, проходили торжественные линейки. Однако школа закрылась, и памятники постепенно стали приходить в упадок. В декабре 2019 года памятники Ивану Рвдайкину и Дмитрию Видяйкину были отреставрированы и перенесены в центр Малого Маресева, теперь они находятся возле администрации сельского поселения и культурно-досугового центра[1].